# Letteratura accadica
La letteratura accadica o letteratura assiro-babilonese, compilata in lingua accadica e scritta in caratteri cuneiformi, è una delle più antiche letterature del mondo. Basandosi sulle tradizioni della più antica letteratura sumerica, la letteratura accadica comprende una vasta tradizione testuale di narrativa mitologica, testi di diritto, trattati scientifici, lettere e altre forme letterarie. 
Un esempio di opere della letteratura accadica comprende:
- Enūma eliš (circa XVIII secolo a.C.)
- Epopea di Atrahasis (XVIII secolo a.C.)
- La leggenda di Adapa (XVIII secolo a.C.)
- Lettere di Amarna (XIV secolo a.C.)
- Epopea di Gilgameš (versione standard di Sin-liqe-unninni XIII - XI secolo a.C.)